# (216757) Vasari
(216757) Vasari ist ein Asteroid des äußeren Hauptgürtels. Der Asteroid wurde am 13. September 2005 vom italienischen Amateurastronomen Vincenzo Silvano Casulli am 10. März 1997 am Observatorium im Ortsteil Vallemare (IAU-Code A55) der Gemeinde Borbona in der Provinz Rieti entdeckt.
Mittlere Sonnenentfernung (große Halbachse), Exzentrizität und Neigung der Bahnebene des Asteroiden entsprechen in etwa der Themis-Familie, einer Gruppe von Asteroiden, die nach (24) Themis benannt wurde.
(216757) Vasari wurde am 4. November 2017 nach dem italienischen Architekten Giorgio Vasari (1511–1574) benannt.